# Sandridge, Hertfordshire
Sandridge är en civil parish i Storbritannien.   Den ligger i distriktet St Albans i grevskapet Hertfordshire i England, i den södra delen av landet, 30 km norr om huvudstaden London.